# Chiesa di Gesù e Maria (Calatabiano)
La chiesa di Gesù e Maria è un edificio di culto di Calatabiano.
Si trova nella parte più elevata del paese, affacciata su una piccola piazza che fu la principale di Calatabiano.
I lavori per la costruzione dell'edificio iniziarono nel 1695, dopo il terremoto del 1693 che aveva gravemente danneggiato l'abitato arroccato sul monte Castello tanto da provocarne l'abbandono. La chiesa venne costruita come principale luogo di culto del nuovo paese che si sviluppava in pianura e fu aperta al culto nel 1697, benché non ancora completata.
L'edificio venne realizzato grazie alle donazioni delle famiglie più ricche del paese, tra tutte la famiglia Mirabelli, oltre a quelle del principe Ignazio Gravina, barone di Calatabiano.
La chiesa si presenta oggi con una facciata in muratura e pietra bianca, con una massiccia torre campanaria su un lato. Elementi di pregio sono il portale e la breve scalinata d'accesso, realizzati in pietra lavica.
All'interno vi è un'unica navata con volta a botte e stucchi decorativi. Dietro l'altare sta una tela raffigurante Gesù e Maria a cui la chiesa è dedicata. Sui lati vi sono quattro altarini in marmo policromo e pietra bianca di Taormina. Tre di questi conservano delle tele seicentesce raffiguranti l'Immacolata, la Madonna della Lettera e la Madonna degli Angeli. Il quarto altare è dedicato al Santissimo Crocifisso. Il tabernacolo ligneo è decorato in oro zecchino.
Ai piedi dell'altare si trova una botola attraverso la quale si può raggiungere la cripta, usata un tempo per la sepoltura dei notabili del paese.